# Edit Norée
Edit Lovisa Norée, född 24 november 1889 i Gävle, död 1968, var en svensk skulptör.
Hon var dotter till konstförvanten Oskar Alfred Julius Norée och Maria-Lovisa Lundberg samt syster till Ernst Norée. Hon studerade konst vid Tekniska skolan 1914–1916 och vid Kungliga konsthögskolan 1916–1917 samtidigt deltog hon i kvällsundervisningen vid Althins målarskola. Under en Parisvistelse 1920–1921 studerade hon vid Académie Colarossi och Académie de la Grande Chaumière. Separat ställde hon ut i Gävle 1923 och i Stockholm 1924. Hon medverkade i ett stort antal samlingsutställningar bland annat på Liljevalchs konsthall och med lokala konstföreningar i Gävle. Hon var representerad i grupputställningar med Föreningen Svenska Konstnärinnor, Nordiska konstnärinnor och på Konstakademien. Hon specialiserade sig på porträtt i form av byster, relief- och medaljer men hon utförde även mindre figuriner och barnstatyetter. Norée är representerad vid Moderna museet, Gävle museum, Drottningholms teatermuseum och Statens historiska museum. 